# Liste der Monuments historiques in Reuves
Die Liste der Monuments historiques in Reuves führt die Monuments historiques in der französischen Gemeinde Reuves auf.

## Liste der Immobilien
| Bezeichnung      | Beschreibung | Standort                  | Kennzeichnung | Schutzstatus | Datum | Bild           |
| ---------------- | ------------ | ------------------------- | ------------- | ------------ | ----- | -------------- |
| Kirche St-Firmin |              | Rue de Villevenard (Lage) | PA00078830    | Classé       | 1916  | weitere Bilder |

## Liste der Objekte
| Bezeichnung                       | Beschreibung                                                      | Standort                       | Kennzeichnung | Schutzstatus | Datum | Bild |
| --------------------------------- | ----------------------------------------------------------------- | ------------------------------ | ------------- | ------------ | ----- | ---- |
| Zwei Seitenaltäre                 | jeweils Altartisch, Tabernakel und Retabel; Holz, 18. Jahrhundert | in der Kirche St-Firmin (Lage) | PM51002344    | Inscrit      | 1975  |      |
| Prozessionsstab Madonna mit Kind  | Holz, farbig gefasst, 18. Jahrhundert                             | in der Kirche St-Firmin (Lage) | PM51002340    | Inscrit      | 1975  |      |
| Prozessionsstab Heiliger Nikolaus | Holz, farbig gefasst, 18. Jahrhundert                             | in der Kirche St-Firmin (Lage) | PM51002341    | Inscrit      | 1975  |      |
| Skulptur Madonna mit Kind         | Stein, farbig gefasst, 16. Jahrhundert                            | in der Kirche St-Firmin (Lage) | PM51000945    | Classé       | 1975  |      |
| Skulptur Heiliger Firminus        | Stein, farbig gefasst, um 1500                                    | in der Kirche St-Firmin (Lage) | PM51001311    | Classé       | 1992  |      |
| Skulptur Johannes der Täufer      | Holz, vergoldet, 17. Jahrhundert                                  | in der Kirche St-Firmin (Lage) | PM51002342    | Inscrit      | 1975  |      |
| Skulptur Heiliger Markulf         | Holz, farbig gefasst, 18. Jahrhundert                             | in der Kirche St-Firmin (Lage) | PM51000944    | Classé       | 1975  |      |
| Chorgestühl                       | Holz, 18. Jahrhundert                                             | in der Kirche St-Firmin (Lage) | PM51002343    | Inscrit      | 1975  |      |